# 申基兴-赖尔斯多夫
申基兴-赖尔斯多夫是奥地利下奥地利州根瑟恩多夫县的一个市镇。总面积17.88平方公里，总人口1879人，人口密度105.1人/平方公里（2005年）。